# ГАЕС Азад
ГАЕС Азад — гідроакумулювальна електростанція, що споруджується на заході Ірану. Нижній резервуар знаходиться на річці Кумасі, яка належить до правобережної частини сточища річки Діяла, лівої притоки Тигру (басейн Перської затоки).
У 2013 році на Кумасі завершили зведення греблі Азад, виконаної як кам’яно-накидна споруда із глиняним ядром висотою 123 метри, довжиною 598 метрів та шириною по гребеню 12 метрів. Вона потребувала 8,5 млн м3 матеріалу та утворила водосховище з об’ємом 260 млн м3. 
При греблі облаштували машинний зал малої ГЕС із трьома турбінами типу Френсіс потужністю по 3,3 МВт. Втім, головним об’єктом енергетичного комплексу повинна стати гідроакумулювальна електростанція, верхній резервуар якої знаходитиметься на гірському масиві лівобережжя Кумасі. Розташування кар’єру, з якого видобували матеріал для спорудження греблі Азад, спеціально обрали таким чином щоб перетворити його на штучну водойму майбутньої ГАЕС, яка матиме глибину до 100 метрів та об’єм у 4 млн м3.
Верхній резервуар за допомогою тунелю довжиною 1,6 км з’єднають з підземним машинним залом розмірами 85х26 метрів при висоті 46 метрів. Тут встановлять оборотні турбіни типу Френсіс потужністю по 167 МВт, які використовуватимуть різницю висот між верхнім та нижнім резервуарами у 450 метрів.